# Castiglione Cosentino
Castiglione Cosentino är en ort och kommun i provinsen Cosenza i regionen Kalabrien i Italien. Kommunen hade 2 691 invånare (2017).